# Iglesia de San Pablo (Adana)
La Iglesia de San Pablo (localmente en turco: Bebekli Kilise) es un edificio religioso que pertenece a la Iglesia católica y se localiza Adana, Turquía siendo construido en 1870. La iglesia está situada cerca de la Plaza 5 Ocak, frente a la calle Cemal Gürsel. La estatua de bronce de 2,5 metros de María lleva un bebé recibe a las personas que caminan por la iglesia por lo se hizo conocida como la "Iglesia con el bebé" (Bebekli Kilise).
La iglesia  actualmente sirve a la comunidad Católica y  protestante de Adana. El jardín de la iglesia se convierte en un aparcamiento de vehículos para aumentar los ingresos para la iglesia.